# مینتراخینگ
مینتراخینگ (به آلمانی: Mintraching) یک شهر در آلمان است که در بایرن واقع شده‌است.

## خصوصیات
مینتراخینگ ۵۳٫۸۷ کیلومترمربع مساحت دارد ۳۳۵ متر بالاتر از سطح دریا واقع شده‌است.